# Ivanec
Ivanec  er en by og en kommune i det nordvestlige Kroatien, beliggende i distriktet i Varaždin.

## Geografi
Ivanec ligger i den nordøstlige del af kroatiske Zagorje, i dalen af floden Bednja, ved foden af Ivanščica, den højeste bjergkæde i det nordvestlige Kroatien, hvis højeste top er 1.061 m over havets overflade.

## Befolkning
Ifølge folketællingen 2011 har kommunen 13.758 indbyggere, hvoraf 5.234 bor i byen Ivanec. Nutidens Ivanec Amt ( općina Ivanec) består af 29 bosættelser: Bedenec, Cerje Tužno, Gačice, Gečkovec, Horvatsko, Ivanec, Ivanečka Željeznica, Ivanečki Vrhovec, Ivanečko naselje, Jerovec, Kaniža, Knapić, Lančić, Lovrečan, Lukavec, Margečan, Osečka, Pece, Prigorec, Punikve, Radovan, Ribić Brijeg, Salinovec, Seljanec, Stažnjevec, Škriljevec, Vitešinec, Vuglovec und Željeznica.

## Historie
Oprindelsen af Ivanec er forbundet med Johanniterordenen af Jerusalem, Fratres hospitalis sancti Johannis Iherosolimitani, som på kroatisk er bedre kendt som "ivanovci". Det første skriftlige bevis på deres tilstedeværelse går tilbage til 1201, hvor "landsbyen Ivanovci" (villa hospitalariorum) blev nævnt.